# 梅尔文·克兰兹伯格
梅尔文·克兰兹伯格（英語：Melvin Kranzberg，1917年11月22日—1995年12月6日，又译为梅尔文·克隆兹伯格等），是一名美国史学家，曾任凱斯西儲大學历史教授及佐治亚理工学院科技史教授。
克兰兹伯格生于密蘇里州圣路易斯，本科毕业于阿默斯特學院，硕士及博士毕业于哈佛大学。之后奔赴二战欧战战场，并因审问被俘的德国囚犯并从中得到纳粹军火库的位置而获得一枚铜星勋章。他也是巴顿军中九名审问官中未遭杀害的两人之一。
克兰兹伯格提出了自己认知中的技术定律，第一条为“技术非善非恶，也不是中立的。”
克兰兹伯格还是美国技術史學會的建立者之一，并在1983年-1984年间任该学会主席，此外他还是《技术与文化》期刊的常任编辑以及技術史學會下属其他期刊的常任编辑。1981年，他将《技术与文化》期刊转交给了史密森尼学会。史密森尼学会也因此建立了一项以他为名的奖项，该奖项每年向从事科学技术论文准备工作的博士生提供4000美元的奖学金。1967年，克兰兹伯格获得技術史學會颁发的李奧納多·達芬奇獎章。
霍华德·西格尔在《弗吉尼亚季刊》中对
克兰兹伯格进行了详尽的半传记式致敬。
克兰兹伯格协助建立了国际技术史委员会。

## 克兰兹伯格的技术定律
克兰兹伯格的六条技术定律分别为：
1. 技术非善非恶，也不是中立的。（Technology is neither good nor bad; nor is it neutral.）[译注 1]
2. 发明是需要之母。（Invention is the mother of necessity.）[译注 2]
3. 技术是成套出现的，只不过配套内容或大或小。（Technology comes in packages, big and small.）
4. 尽管技术可能是引发诸多公众问题的主因，但在技术政策的制订中非技术因素占了主导地位。（Although technology might be a prime element in many public issues, nontechnical factors take precedence in technology-policy decisions.）
5. 所有历史都是互相有关的，但技术史的相关性是最强的。（All history is relevant, but the history of technology is the most relevant.）
6. 技术是人本身的一种活动，技术史亦然。（Technology is a very human activity – and so is the history of technology.）[7]

## 译注
1. ↑   本条有多种译法，包括：“技术既不是好的，也不是坏的，而且不是中立的[6]”、“技术既不是好的也不是坏的，它也不是中性的[1]”等，本处采取较直白的译法，下同
2. ↑  与英文谚语相反